# Heimatærde/Diskografie
Diese Diskografie ist eine Übersicht über die musikalischen Werke der deutschen Medieval-Electro-Band Heimatærde. Ihre erfolgreichste Veröffentlichung ist das Top-50-Album Eigengrab.

## Alben

### Studioalben
| Jahr | Titel Musiklabel                                        | Höchstplatzierung, Gesamtwochen, AuszeichnungChartplatzierungen (Jahr, Titel, Musiklabel, Platzierungen, Wochen, Auszeichnungen, Anmerkungen) | Höchstplatzierung, Gesamtwochen, AuszeichnungChartplatzierungen (Jahr, Titel, Musiklabel, Platzierungen, Wochen, Auszeichnungen, Anmerkungen) | Höchstplatzierung, Gesamtwochen, AuszeichnungChartplatzierungen (Jahr, Titel, Musiklabel, Platzierungen, Wochen, Auszeichnungen, Anmerkungen) | Anmerkungen                              |
| Jahr | Titel Musiklabel                                        | DE | AT | CH | Anmerkungen                              |
| ---- | ------------------------------------------------------- | --- | --- | --- | ---------------------------------------- |
| 2005 | Gotteskrieger Infacted Recordings (Soulfood)            | — | — | — | Erstveröffentlichung: 14. März 2005      |
| 2006 | Kadavergehorsam Infacted Recordings (Soulfood)          | — | — | — | Erstveröffentlichung: 25. August 2006    |
| 2007 | Leben geben Leben nehmen Infacted Recordings (Soulfood) | — | — | — | Erstveröffentlichung: 19. Oktober 2007   |
| 2010 | Unwesen Infacted Recordings (Soulfood)                  | — | — | — | Erstveröffentlichung: 22. Oktober 2010   |
| 2012 | Gottgleich Golden Core (ZYX)                            | — | — | — | Erstveröffentlichung: 1. Juni 2012       |
| 2014 | KaltWaerts Out of Line (RTD)                            | DE57 (1 Wo.)DE | — | — | Erstveröffentlichung: 29. August 2014    |
| 2016 | Ærdenbrand Out of Line (RTD)                            | — | — | — | Erstveröffentlichung: 30. September 2016 |
| 2020 | Eigengrab Fully Packed Records (Al!ve)                  | DE49 (1 Wo.)DE | — | — | Erstveröffentlichung: 24. April 2020     |

### Kompilationen
| Jahr | Titel Musiklabel                                      | Anmerkungen                                                           |
| ---- | ----------------------------------------------------- | --------------------------------------------------------------------- |
| 2009 | Unter der Linden / Vater COP International (Soulfood) | Erstveröffentlichung: 27. Januar 2009 Veröffentlichung nur in den USA |

### EPs
| Jahr | Titel Musiklabel                                           | Anmerkungen                              |
| ---- | ---------------------------------------------------------- | ---------------------------------------- |
| 2004 | Ich hab die Nacht getræumet Infacted Recordings (Soulfood) | Erstveröffentlichung: 29. September 2004 |
| 2006 | Unter der Linden Infacted Recordings (Soulfood)            | Erstveröffentlichung: 28. April 2006     |
| 2008 | Vater Infacted Recordings (Soulfood)                       | Erstveröffentlichung: 14. November 2008  |
| 2009 | Dark Dance Infacted Recordings (Soulfood)                  | Erstveröffentlichung: 4. Dezember 2009   |

## Singles
| Jahr | Titel Album                    | Anmerkungen                              |
| ---- | ------------------------------ | ---------------------------------------- |
| 2010 | Malitia Angelica Unwesen       | Erstveröffentlichung: 24. September 2010 |
| 2012 | Templerblut Gottgleich         | Erstveröffentlichung: 11. Mai 2012       |
| 2014 | BruderSchaft KaltWaerts        | Erstveröffentlichung: 6. Juni 2014       |
| 2016 | Hick Hack Hackebeil Ærdenbrand | Erstveröffentlichung: 22. Juli 2016      |
| 2019 | Tanz Eigengrab                 | Erstveröffentlichung: 29. November 2019  |
| 2020 | Bei meiner Ehr’ Eigengrab      | Erstveröffentlichung: 20. März 2020      |

## Musikvideos
| Jahr | Titel               | Regisseur(e)         |
| ---- | ------------------- | -------------------- |
| 2014 | Bruderschaft        | Jens Maria Weber     |
| 2016 | Hick Hack Hackebeil | Matthias Cieschinger |
| 2016 | Hoch hinaus         | Heimatærde           |
| 2019 | Tanz                |                      |
| 2020 | Und es ist          |                      |
| 2021 | Gib mir             |                      |

## Sonderveröffentlichungen

### Alben
| Jahr | Titel Musiklabel                                        | Anmerkungen                                    |
| ---- | ------------------------------------------------------- | ---------------------------------------------- |
| 2007 | Leben geben Leben nehmen Infacted Recordings (Soulfood) | Erstveröffentlichung: 13. Oktober 2007 Club-EP |

| Jahr | Titel Musiklabel                                 | Anmerkungen                                                                    |
| ---- | ------------------------------------------------ | ------------------------------------------------------------------------------ |
| 2010 | Unwesen – Hörbuch Infacted Recordings (Soulfood) | Erstveröffentlichung: 22. Oktober 2010 Teil von Unwesen (Limited Edition)      |
| 2012 | Gottgleich – Hörbuch Golden Core (ZYX)           | Erstveröffentlichung: 1. Juni 2012 Teil von Gottgleich (Limited Edition)       |
| 2014 | KaltWaerts – Hörbuch Out of Line (RTD)           | Erstveröffentlichung: 29. August 2014 Teil von KaltWaerts (Limited Edition)    |
| 2016 | Ærdenbrand – Hörbuch Out of Line (RTD)           | Erstveröffentlichung: 30. September 2016 Teil von Ærdenbrand (Limited Edition) |
| 2020 | Krak Megalon Fully Packed Records (Al!ve)        | Erstveröffentlichung: 24. April 2020 Teil von Eigengrab (Limited Edition)      |

| Jahr | Titel Musiklabel                             | Anmerkungen                                                                    |
| ---- | -------------------------------------------- | ------------------------------------------------------------------------------ |
| 2016 | Out of Line Weekender 2015 Out of Line (RTD) | Erstveröffentlichung: 30. September 2016 Teil von Ærdenbrand (Limited Edition) |

### Lieder
| Jahr | Titel Interpretation                           | Anmerkungen                              |
| ---- | ---------------------------------------------- | ---------------------------------------- |
| 2004 | Mechanische Unruhe Xotox                       | Erstveröffentlichung: 14. Juli 2004      |
| 2004 | F… You! Virtual Embrace                        | Erstveröffentlichung: 23. August 2004    |
| 2004 | You Better Run Lights of Euphoria              | Erstveröffentlichung: 4. Oktober 2004    |
| 2005 | Lebensborn SITD                                | Erstveröffentlichung: 9. Mai 2005        |
| 2005 | Daemon Reaper                                  | Erstveröffentlichung: 15. August 2005    |
| 2005 | Schicksals Schmied Panikstimmung               | Erstveröffentlichung: 14. Oktober 2005   |
| 2005 | Perverted Dreams Schattenschlag                | Erstveröffentlichung: 18. November 2005  |
| 2005 | Sternensoldat Dunkelwerk                       | Erstveröffentlichung: 21. November 2005  |
| 2005 | Your Nightmare Unter Null                      | Erstveröffentlichung: 28. November 2005  |
| 2006 | Beschwörung ASP                                | Erstveröffentlichung: 21. April 2006     |
| 2006 | Tanzbefehl Orange Sector                       | Erstveröffentlichung: 11. Mai 2006       |
| 2006 | Phönix L’Âme Immortelle                        | Erstveröffentlichung: 22. September 2006 |
| 2006 | Tinnitus Noisuf-X                              | Erstveröffentlichung: 25. September 2006 |
| 2006 | El Ojo Punto Omega                             | Erstveröffentlichung: 1. Dezember 2006   |
| 2007 | Pitch Black X-Fusion                           | Erstveröffentlichung: 27. April 2007     |
| 2007 | Die Königin der Schatten Mechanical Moth       | Erstveröffentlichung: 4. Mai 2007        |
| 2008 | Eisenweste Caputt                              | Erstveröffentlichung: 28. März 2008      |
| 2008 | Tanzt kaputt, was euch kaputt macht! Straftanz | Erstveröffentlichung: 16. Mai 2008       |
| 2009 | Deranged Obszön Geschöpf                       | Erstveröffentlichung: 27. Januar 2009    |
| 2009 | Heuchler Megaherz                              | Erstveröffentlichung: 13. März 2009      |
| 2009 | Immortal Solitary Experiments                  | Erstveröffentlichung: 23. Oktober 2009   |
| 2010 | Dancing in the Dark State of the Union         | Erstveröffentlichung: 29. Januar 2010    |
| 2010 | Schau in mein Herz Megaherz                    | Erstveröffentlichung: 10. August 2010    |
| 2010 | If I Fai Mono Inc.                             | Erstveröffentlichung: 19. August 2010    |
| 2011 | Miststück Megaherz                             | Erstveröffentlichung: 26. August 2011    |
| 2011 | Rewind the Time The Saint Paul                 | Erstveröffentlichung: 11. November 2011  |
| 2013 | Trial and Error Solitary Experiments           | Erstveröffentlichung: 17. Mai 2013       |
| 2013 | Product XmH                                    | Erstveröffentlichung: 6. Dezember 2013   |
| 2014 | Feuer und Eisen Ost+Front                      | Erstveröffentlichung: 28. November 2014  |
| 2015 | Black Opium Hocico                             | Erstveröffentlichung: 27. November 2015  |
| 2016 | Stimme der Wahrheit Erdling                    | Erstveröffentlichung: 22. Januar 2016    |

| Jahr | Titel Album                                                       | Anmerkungen                                                               |
| ---- | ----------------------------------------------------------------- | ------------------------------------------------------------------------- |
| 2010 | Tanz mit der Teufelin FX – Radio 2 – The No. 1 Goth Radio Station | Erstveröffentlichung: 8. Januar 2010 Alexander Wesselsky feat. Heimatærde |

## Statistik

### Chartauswertung
|                     | DE    | AT    | CH    |
| ------------------- | ----- | ----- | ----- |
| Nummer-eins-Alben   | DE—DE | AT—AT | CH—CH |
| Top-10-Alben        | DE—DE | AT—AT | CH—CH |
| Alben in den Charts | DE2DE | AT—AT | CH—CH |